# Bonas
Bonas (Bonàs en gascon) est une commune française située dans le centre du département du Gers en région Occitanie. Sur le plan historique et culturel, la commune est dans le Pays d'Auch, un territoire céréalier et viticole qui s'est également constitué en pays au sens aménagement du territoire en 2003.
Exposée à un climat océanique altéré, elle est drainée par la Baïse, l'Auloue, le ruisseau Larranchélan et par divers autres petits cours d'eau.
Bonas est une commune rurale qui compte 116 habitants en 2022, après avoir connu un pic de population de 426 habitants en 1821.  Elle fait partie de l'aire d'attraction d'Auch. Ses habitants sont appelés les Bonassiens ou  Bonassiennes.
Le patrimoine architectural de la commune comprend un immeuble protégé au titre des monuments historiques : le château, inscrit en 1976.

## Géographie

### Localisation
Bonas est une commune de Gascogne située entre les vallées de la Baïse et de l'Auloue. Elle peut être atteinte par la D 103 et la D 939.

### Communes limitrophes
Les communes limitrophes sont  Castéra-Verduzan, Jegun, Rozès et Saint-Paul-de-Baïse.
|                     | Rozès | Castéra-Verduzan |
| Saint-Paul-de-Baïse | Bonas |                  |
|                     |       | Jegun            |

### Géologie et relief
Bonas se situe en zone de sismicité 1 (sismicité très faible).

### Hydrographie

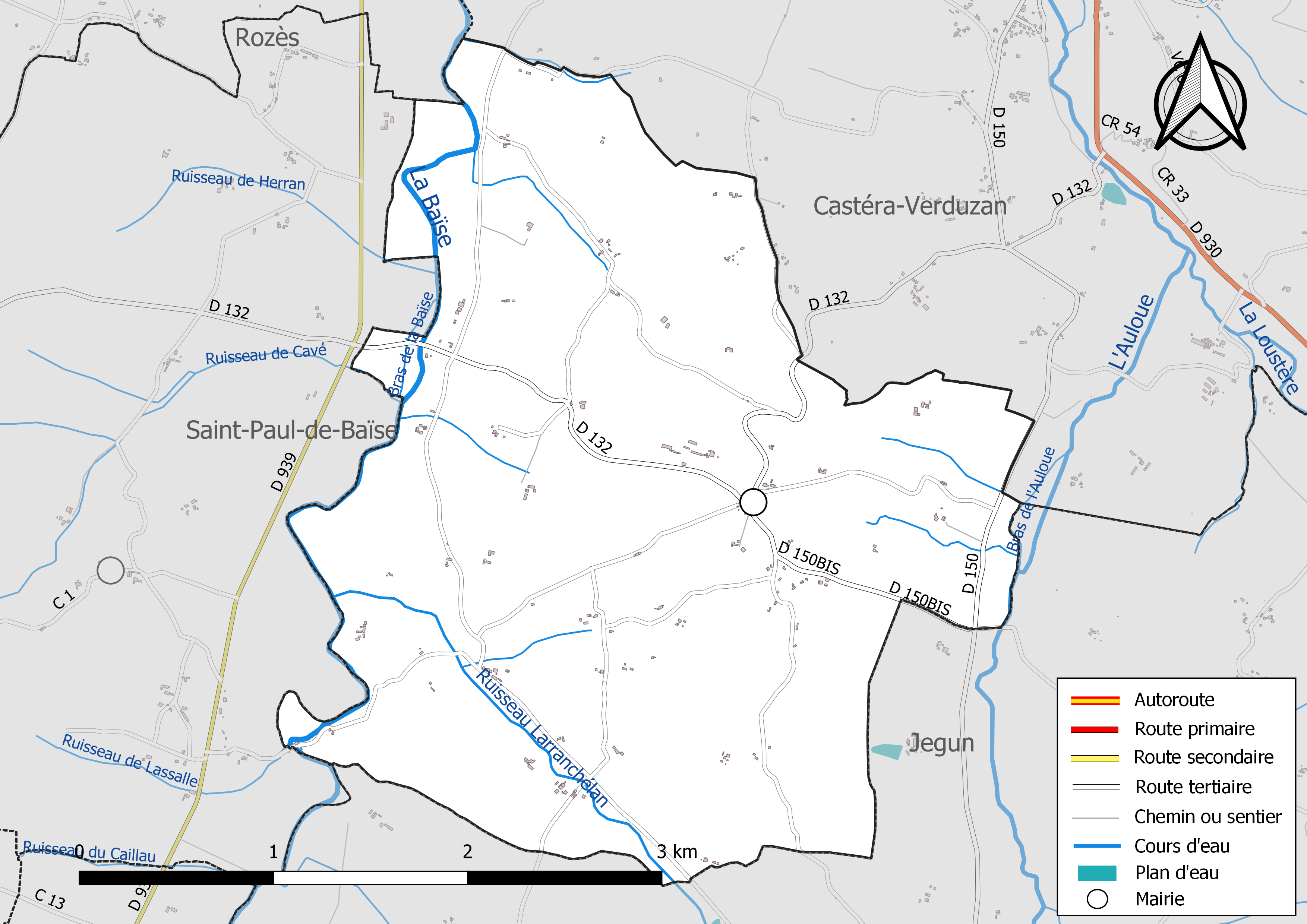
Réseaux hydrographique et routier de Bonas.

La commune est dans le bassin de la Garonne, au sein du bassin hydrographique Adour-Garonne. Elle est drainée par la Baïse, l'Auloue, le ruisseau Larranchélan, un bras de la Baïse, un bras de l'Auloue, le ruisseau de Cavé, le ruisseau de Herran et par divers petits cours d'eau, qui constituent un réseau hydrographique de 11 km de longueur totale,.
La Baïse, d'une longueur totale de 187,6 km, prend sa source dans la commune de Capvern et s'écoule vers le nord. Elle traverse la commune et se jette dans la Garonne à Saint-Léger, après avoir traversé 52 communes.
L'Auloue, d'une longueur totale de 45,4 km, prend sa source dans la commune de L'Isle-de-Noé et s'écoule vers le nord. Il traverse la commune et se jette dans la Baïse à Valence-sur-Baïse, après avoir traversé 16 communes.

### Climat
Pour des articles plus généraux, voir Climat de l'Occitanie et Climat du Gers.
En 2010, le climat de la commune est de type climat du Bassin du Sud-Ouest, selon une étude s'appuyant sur une série de données couvrant la période 1971-2000. En 2020, Météo-France publie une typologie des climats de la France métropolitaine dans laquelle la commune est exposée à un climat océanique altéré et est dans la région climatique Aquitaine, Gascogne, caractérisée par une pluviométrie abondante au printemps, modérée en automne, un faible ensoleillement au printemps, un été chaud (19,5 °C), des vents faibles, des brouillards fréquents en automne et en hiver et des orages fréquents en été (15 à 20 jours).
Pour la période 1971-2000, la température annuelle moyenne est de 13,2 °C, avec une amplitude thermique annuelle de 15,2 °C. Le cumul annuel moyen de précipitations est de 782 mm, avec 10,5 jours de précipitations en janvier et 6,5 jours en juillet. Pour la période 1991-2020, la température moyenne annuelle observée sur la station météorologique la plus proche, située sur la commune de Beaucaire à 7 km à vol d'oiseau, est de 13,8 °C et le cumul annuel moyen de précipitations est de 775,9 mm,. Pour l'avenir, les paramètres climatiques de la commune estimés pour 2050 selon différents scénarios d'émission de gaz à effet de serre sont consultables sur un site dédié publié par Météo-France en novembre 2022.

### Milieux naturels et biodiversité
Aucun espace naturel présentant un intérêt patrimonial n'est recensé sur la commune dans l'inventaire national du patrimoine naturel,,.

## Urbanisme

### Typologie
Au 1er janvier 2024, Bonas est catégorisée commune rurale à habitat très dispersé, selon la nouvelle grille communale de densité à sept niveaux définie par l'Insee en 2022.
Elle est située hors unité urbaine. Par ailleurs la commune fait partie de l'aire d'attraction d'Auch, dont elle est une commune de la couronne,. Cette aire, qui regroupe 112 communes, est catégorisée dans les aires de 50 000 à moins de 200 000 habitants,.

### Occupation des sols
L'occupation des sols de la commune, telle qu'elle ressort de la base de données européenne d’occupation biophysique des sols Corine Land Cover (CLC), est marquée par l'importance des territoires agricoles (100 % en 2018), une proportion identique à celle de 1990 (100 %). La répartition détaillée en 2018 est la suivante : 
terres arables (80,1 %), zones agricoles hétérogènes (19,2 %), prairies (0,7 %). L'évolution de l’occupation des sols de la commune et de ses infrastructures peut être observée sur les différentes représentations cartographiques du territoire : la carte de Cassini (XVIIIe siècle), la carte d'état-major (1820-1866) et les cartes ou photos aériennes de l'IGN pour la période actuelle (1950 à aujourd'hui).

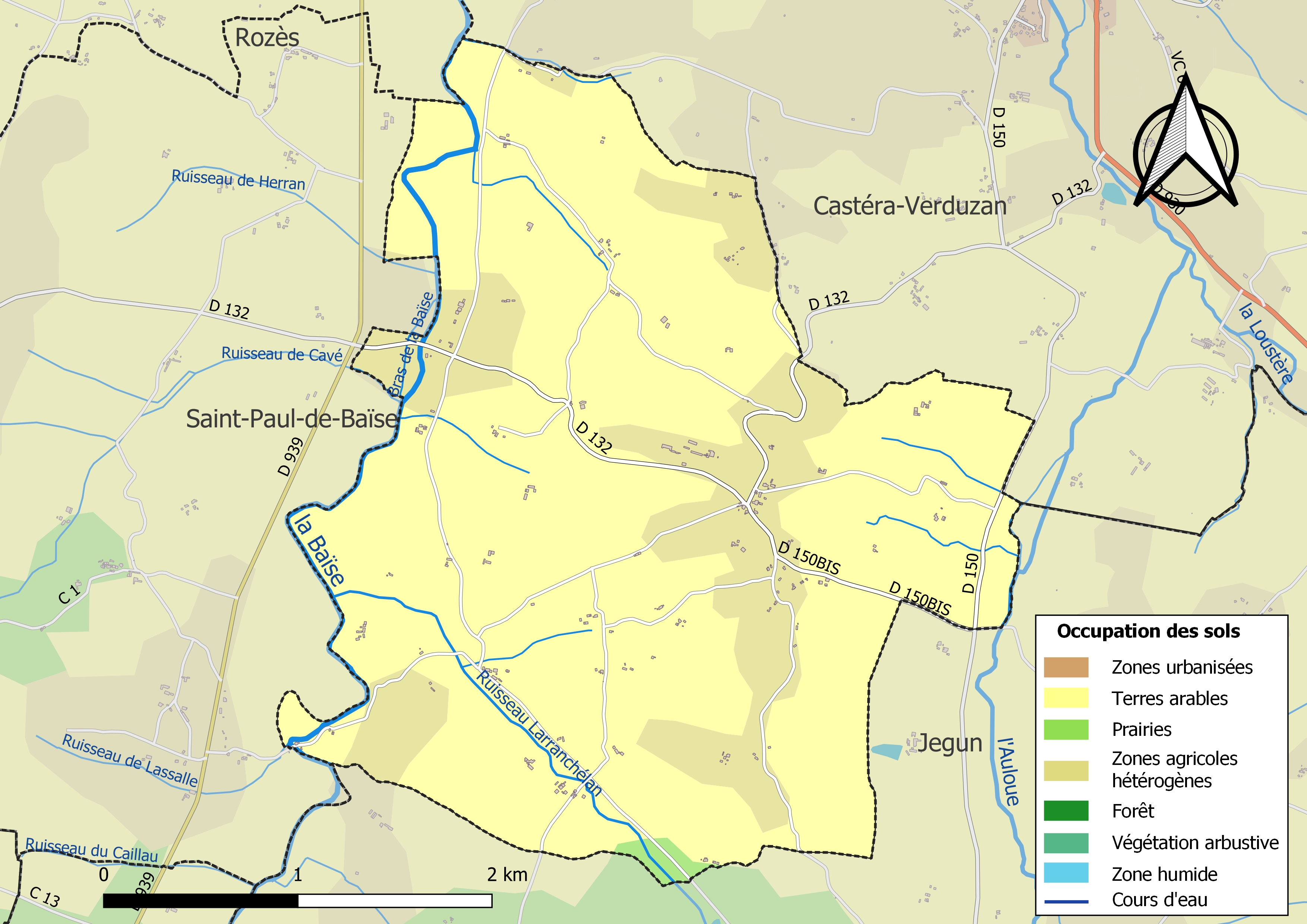
Carte des infrastructures et de l'occupation des sols de la commune en 2018 (CLC).

### Risques majeurs
Le territoire de la commune de Bonas est vulnérable à différents aléas naturels : météorologiques (tempête, orage, neige, grand froid, canicule ou sécheresse), inondations et séisme (sismicité très faible). Un site publié par le BRGM permet d'évaluer simplement et rapidement les risques d'un bien localisé soit par son adresse soit par le numéro de sa parcelle.
Certaines parties du territoire communal sont susceptibles d’être affectées par le risque d’inondation par débordement de cours d'eau, notamment la Baïse et l'Auloue. La cartographie des zones inondables en ex-Midi-Pyrénées réalisée dans le cadre du XIe Contrat de plan État-région, visant à informer les citoyens et les décideurs sur le risque d’inondation, est accessible sur le site de la DREAL Occitanie. La commune a été reconnue en état de catastrophe naturelle au titre des dommages causés par les inondations et coulées de boue survenues en 1999, 2009 et 2015,.

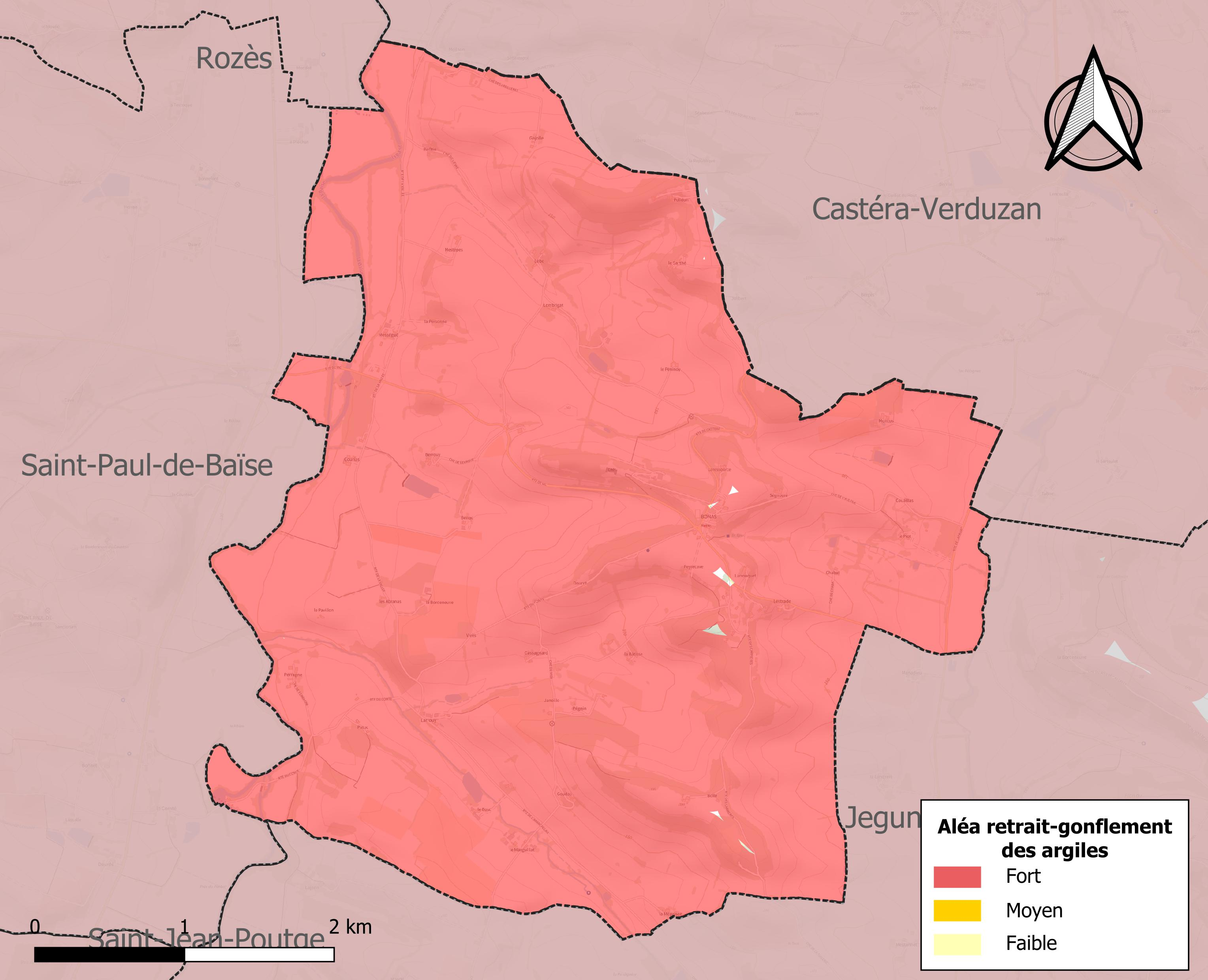
Carte des zones d'aléa retrait-gonflement des sols argileux de Bonas.

Le retrait-gonflement des sols argileux est susceptible d'engendrer des dommages importants aux bâtiments en cas d’alternance de périodes de sécheresse et de pluie. 99,9 % de la superficie communale est en aléa moyen ou fort (94,5 % au niveau départemental et 48,5 % au niveau national). Sur les 83 bâtiments dénombrés sur la commune en 2019, 83 sont en aléa moyen ou fort, soit 100 %, à comparer aux 93 % au niveau départemental et 54 % au niveau national. Une cartographie de l'exposition du territoire national au retrait gonflement des sols argileux est disponible sur le site du BRGM,.
Par ailleurs, afin de mieux appréhender le risque d’affaissement de terrain, l'inventaire national des cavités souterraines permet de localiser celles situées sur la commune.
Concernant les mouvements de terrains, la commune a été reconnue en état de catastrophe naturelle au titre des dommages causés par la sécheresse en 1989, 1998, 2002, 2003 et 2016 et par des mouvements de terrain en 1999.

## Histoire
Le 6 février 1690 dans le château noble de Bonas Françoise de Cous, dame du lieu, donne procuration à son époux Messire Jacques de Pardeilhan baron de Bonas, Dufort et autres places, pour retirer les sommes à elle cédées par M. de Labaune receveur des tailles d'Armagnac.

## Politique et administration
| Période   | Période   | Identité                               | Étiquette | Qualité  |
| --------- | --------- | -------------------------------------- | --------- | -------- |
| 1792      | 1795      | Paul Gautie                            |           |          |
| 1795      | 1797      | Antoine Mellet De Bonas                |           |          |
| 1797      | 1811      | Paul Gautie                            |           |          |
| 1811      | 1813      | Guillaume Daubas                       |           |          |
| 1813      | 1824      | Antoine Mellet De Bonas                |           |          |
| 1824      | 1825      | Marc Antoine Philogène Mellet De Bonas |           |          |
| 1825      | 1828      | Guillaume Daubas                       |           |          |
| 1828      | 1830      | Marc Antoine Philogène Mellet De Bonas |           |          |
| 1830      | 1831      | Marie Antoine Zénon Faget De Quennefer |           |          |
| 1831      | 1835      | Guillaume Daubas                       |           |          |
| 1835      | 1836      | Marc Antoine Philogène Mellet De Bonas |           |          |
| 1836      | 1838      | Joseph Daubas                          |           |          |
| 1838      | 1870      | Marie Antoine Zénon Faget De Quennefer |           |          |
| 1870      | 1871      | Marie Lasserre                         |           |          |
| 1871      | 1881      | François Daubas                        |           |          |
| 1881      | 1888      | René Lebe                              |           |          |
| 1888      | 1944      | Marie Emile Isidore Lebe               |           |          |
| 1944      | 1945      | Marceau Seris                          |           |          |
| 1945      | 1947      | Jules Estingoy                         |           |          |
| 1947      | 1971      | Paul Bouzigues                         |           |          |
| mars 1971 | mars 2008 | Paul Seris                             | PCF       |          |
| mars 2008 | mars 2014 | Joël-Louis Quesnel                     | SE        |          |
| mars 2014 | 2020      | Luc Sauvan                             | DVG       | Retraité |
| 2020      | En cours  | Joël Quesnel                           |           |          |

## Population et société

### Démographie
L'évolution du nombre d'habitants est connue à travers les recensements de la population effectués dans la commune depuis 1793. Pour les communes de moins de 10 000 habitants, une enquête de recensement portant sur toute la population est réalisée tous les cinq ans, les populations de référence des années intermédiaires étant quant à elles estimées par interpolation ou extrapolation. Pour la commune, le premier recensement exhaustif entrant dans le cadre du nouveau dispositif a été réalisé en 2007.

En 2022, la commune comptait 116 habitants, en évolution de −10,77 % par rapport à 2016 (Gers : +1,04 %, France hors Mayotte : +2,11 %).
| 1793 | 1800 | 1806 | 1821 | 1831 | 1841 | 1846 | 1851 | 1856 |
| ---- | ---- | ---- | ---- | ---- | ---- | ---- | ---- | ---- |
| 300  | 323  | 286  | 426  | 410  | 379  | 366  | 372  | 374  |

| 1861 | 1866 | 1872 | 1876 | 1881 | 1886 | 1891 | 1896 | 1901 |
| ---- | ---- | ---- | ---- | ---- | ---- | ---- | ---- | ---- |
| 344  | 323  | 314  | 310  | 321  | 323  | 299  | 282  | 275  |

| 1906 | 1911 | 1921 | 1926 | 1931 | 1936 | 1946 | 1954 | 1962 |
| ---- | ---- | ---- | ---- | ---- | ---- | ---- | ---- | ---- |
| 229  | 258  | 209  | 235  | 220  | 229  | 235  | 204  | 184  |

| 1968 | 1975 | 1982 | 1990 | 1999 | 2006 | 2007 | 2012 | 2017 |
| ---- | ---- | ---- | ---- | ---- | ---- | ---- | ---- | ---- |
| 159  | 143  | 133  | 135  | 122  | 133  | 135  | 128  | 133  |

| 2022 | - | - | - | - | - | - | - | - |
| ---- | - | - | - | - | - | - | - | - |
| 116  | - | - | - | - | - | - | - | - |

### Manifestations culturelles et festivités
- Fête : 24 août[29].

## Économie

### Emploi
|                | 2008  | 2013  | 2018  |
| -------------- | ----- | ----- | ----- |
| Commune        | 6 %   | 4,3 % | 8,7 % |
| Département    | 6,1 % | 7,5 % | 8,2 % |
| France entière | 8,3 % | 10 %  | 10 %  |

En 2018, la population âgée de 15 à 64 ans s'élève à 70 personnes, parmi lesquelles on compte 71 % d'actifs (62,3 % ayant un emploi et 8,7 % de chômeurs) et 29 % d'inactifs,. En  2018, le taux de chômage communal (au sens du recensement) des 15-64 ans est supérieur à celui du département, mais inférieur à celui de la France, alors qu'il était inférieur à celui du département et de la France en 2008.
La commune fait partie de la couronne de l'aire d'attraction d'Auch, du fait qu'au moins 15 % des actifs travaillent dans le pôle,. Elle compte 27 emplois en 2018, contre 25 en 2013 et 28 en 2008. Le nombre d'actifs ayant un emploi résidant dans la commune est de 48, soit un indicateur de concentration d'emploi de 56,3 % et un taux d'activité parmi les 15 ans ou plus de 46,6 %.
Sur ces 48 actifs de 15 ans ou plus ayant un emploi, 22 travaillent dans la commune, soit 46 % des habitants. Pour se rendre au travail, 77,1 % des habitants utilisent un véhicule personnel ou de fonction à quatre roues et 22,9 % n'ont pas besoin de transport (travail au domicile).

### Activités hors agriculture
9 établissements sont implantés  à Bonas au 31 décembre 2019.
Le secteur des activités spécialisées, scientifiques et techniques et des activités de services administratifs et de soutien est prépondérant sur la commune puisqu'il représente 22,2 % du nombre total d'établissements de la commune (2 sur les 9 entreprises implantées  à Bonas), contre 14,4 % au niveau départemental.

### Agriculture
La commune est dans le Ténarèze, une petite région agricole occupant le centre du département du Gers, faisant transition entre lʼAstarac “pyrénéen”, dont elle est originaire et dont elle prolonge et atténue le modelé, et la Gascogne garonnaise dont elle annonce le paysage. En 2020, l'orientation technico-économique de l'agriculture  sur la commune est la polyculture et/ou le polyélevage.
|               | 1988 | 2000 | 2010 | 2020 |
| ------------- | ---- | ---- | ---- | ---- |
| Exploitations | 18   | 15   | 12   | 14   |
| SAU (ha)      | 908  | 553  | 561  | 819  |

Le nombre d'exploitations agricoles en activité et ayant leur siège dans la commune est passé de 18 lors du recensement agricole de 1988  à 15 en 2000 puis à 12 en 2010 et enfin à 14 en 2020, soit une baisse de 22 % en 32 ans. Le même mouvement est observé à l'échelle du département qui a perdu pendant cette période 51 % de ses exploitations,. La surface agricole utilisée sur la commune a également diminué, passant de 908 ha en 1988 à 819 ha en 2020. Parallèlement la surface agricole utilisée moyenne par exploitation a augmenté, passant de 50 à 59 ha.

## Culture locale et patrimoine

### Lieux et monuments
- L'église Saint-Barthélemy de style roman.
- Monument aux morts
- Le château : sa construction a imposé le déplacement du village. Le château est une vaste bâtisse du XVIIIe siècle. Son style est classique, très sobre qui rappelle les constructions auscitaines de la même époque : ailes en faible saillie, fenêtres à arcs segmentaires, refends d'angle, corniches, bandeaux. La construction est assise sur de très belles caves creusées dans le roc. L'intérieur se pare de beaux escaliers. Au sud, en contrebas, se tient l'orangerie dont le voûtement soutient une terrasse. Cette demeure a abrité le dernier marquis de Bonas qui, s'inspirant des travaux d'un chimiste nîmois Edouard Adam, perfectionna vers 1800 le système de distillation des eaux de vie d'armagnac. Ses ateliers se trouvent toujours situés sur le coteau, à droite de l'allée.